# DownThemAll!
（簡稱）是Firefox的一个下载管理器软件。它支持多线程、续传、批量文件下载，同时允许HTTP和FTP协议。
DTA是在GNU通用公共许可证协议下的自由軟體。

## 文件过滤
当下载整个网页，用户可以使用通配符或正则表达式匹配过滤器，从而选择只下载某几类文件（如所有PDF文件）。

## 特性
- 體積和資源耗用輕巧
- 可自行調整分割區塊數量
- 沒有P2P加速的設計
- 支援Firefox、Opera、Chrome